# Федима
Федима (др.-греч. Φαιδίμη) — знатная персиянка, жена нескольких персидских царей.

## Биография
Согласно Геродоту, отцом Федимы был Отана. Однако, по предположению востоковеда И. В. Пьянкова, «отец истории» допустил неточность, и Отана мог приходиться ей братом.
Федима была выдана замуж за Камбиса II. После того как, согласно Геродоту, в Персии воцарился Смердис, Отана заподозрил, что на престоле находится самозванец. Так как Федима находилась в гареме нового царя, Отана, зная, что у Смердиса нет ушей, отсутствие которых он скрывает, попросил её проверить это обстоятельство. Вскоре, летом или осенью 522 года до н. э., Федима, хоть и опасалась быть разоблачённой, подтвердила догадку Отаны, и против Смердиса несколькими знатыми персами был составлен заговор. По оценке исследователя П. М. Лиаззо, Федима с мужеством исполнила свою миссию. После восхождения на престол Дарий, по предположению учёного В. П. Орлова около 519 года до н. э., взял её в жёны.
Как отметил исследователь В. Ф. М. Хенкельман, Дарий I повелел регулярно приносить погребальные жертвы Камбизу и некоей Упандуш, которая может быть ассоциирована с Федимой.

## В литературе
Федима является героиней пьесы А. П. Сумарокова «Артистона» (1750 год), трагедии А. А. Ржевского «Подложный Смердий» (1769 год), а также романа В. Поротникова «Дарий».